# لغة الإشارة لعشيرة السيد
لغة الإشارة لعشيرة السيد هي لغة إشارة خاصة بعشيرة السيد البدوية التي تعيش في قرية بمنطقة النقب الصحراوية. تطورت هذه اللغة عفوياً إثر وجود عدد كبير من الصم بين أبناء العشيرة. تعتبر لغة الإشارة لعشيرة السيد مثالاً نادراً لتطور لغة طبيعية جديدة بشكل عفوي، فأثارت اهتمام اللغويين خاصة من بين متبعي نظرية نعوم تشومسكي.
نشئت عشيرة السيد نحو سنة 1800م حيث مرت 7 أجيال منذ تأسيسها. حسب التقديرات لم يتزوج أبناء العشيرة من أبناء عشائر أو طوائف أخرى في الأجيال الأربعة الأخيرة، مما أدى إلى ظهور طفرات وراثية بشكل مكثف، وخاصة طفرة مسببة للصمم. حيث يبلغ حالياً عدد الصم من أبناء العشيرة ما يقارب 150 من 3500 نسمة، أي أكثر من 4%.
في 2004 نشرت عالمة الإنسان الإسرائيلية شيفرا كيش مقالة عن عشيرة السيد تشرح فيها أن الصم لا يبعدون عن المجتمع بل يتمتعون باندماج كامل وطبيعي في حياة العشيرة اليومية. كذلك أفادت المقالة عن وجود لغة الإشارة الخاصة بأبناء العشيرة والتي يستخدمها الصم وأقراباؤهم السامعون.
يتكلم السامعون من بين أبناء العشيرة اللهجة العربية البدوية المحلية والكثير منهم يجيدون أيضاً اللغة العبرية. وقد حضر عدد من أبناء العشيرة الصم المدارس الإسرائيلية الخاصة وتعلموا فيها لغة الإشارة الإسرائيلية وقراءة اللغة العربية والعبرية.
في فبراير 2005 نشرت مجموعة من اللغويين الإسرائيليين والأمريكان بقيادة وندي سندلر، المختصة في لغات الإشارة من الجامعة العبرية بالقدس، بحثا يحلل قواعد لغة الإشارة لعشيرة السيد ويؤكد كونها لغة متميزة عن قواعد اللغات المحكية بجوارها سواء أكانت لغات إشارة أو لغات صوتية. يقدر الباحثين عمر لغة الإشارة ب70 سنة تقريبا ويبدو أن قواعدها تطورت بسرعة خلال جيل أو جيلين، الأمر الذي يشابه تطور لغة الإشارة النيكاراغوية.
يعترف أبناء العشيرة نفسهم بأن لغة الإشارة الخاصة بهم تختلف عن لغات أخرى، مثل لغة الإشارة الإسرائيلية التي لا يفهمونها إلا بعد تعليمها في المدارس الإسرائيلية، أو لغة الإشارة الأردنية التي يشاهدونها أحياناً في التلفزيون دون أن يفهموها.
تعد لغة الإشارة لعشيرة السيد، إلى جانب لغة الإشارة النيكاراغوية، مثالاً يعزز نظرية تشومسكي اللغوية التي تقترح وجود جهاز لغوي فطري في العقل البشري والذي ينبثق عن الوراثة البشرية. حسب هذه النظرية فإن تطور لغة طبيعية جديدة يمكن في مجتمع لا يـُعرض أعضاؤه إلى أية لغة أخرى (مثل الصم الذين لا يسمعون اللغات الصوتية الموجودة من قبل)، وإن قواعد هذا النوع من اللغات يتطور بسرعة لكون أساسها مطبوعة سلفاً عقل مطوريها.

## وصلات خارجية
- معلومات وموارد عن لغة الإشارة لعشيرة السيد نسخة محفوظة 12 يوليو 2009 على موقع واي باك مشين. بالإنكليزية في موقع جامعة حيفا.

- Sandler Wendy, Irit Meir, Carol Padden and Mark Aronoff(2005). "The emergence of grammar: Systematic structure in a new language", Proceedings of the National Academy of Sciences of the United States of America (PNAS), February 7, 2005.